# (2402) Satpaev
(2402) Satpaev (1979 OR13) – planetoida z pasa głównego asteroid okrążająca Słońce w ciągu 3,31 lat w średniej odległości 2,22 au. Odkryta 31 lipca 1979 roku.